# 自動車用電池

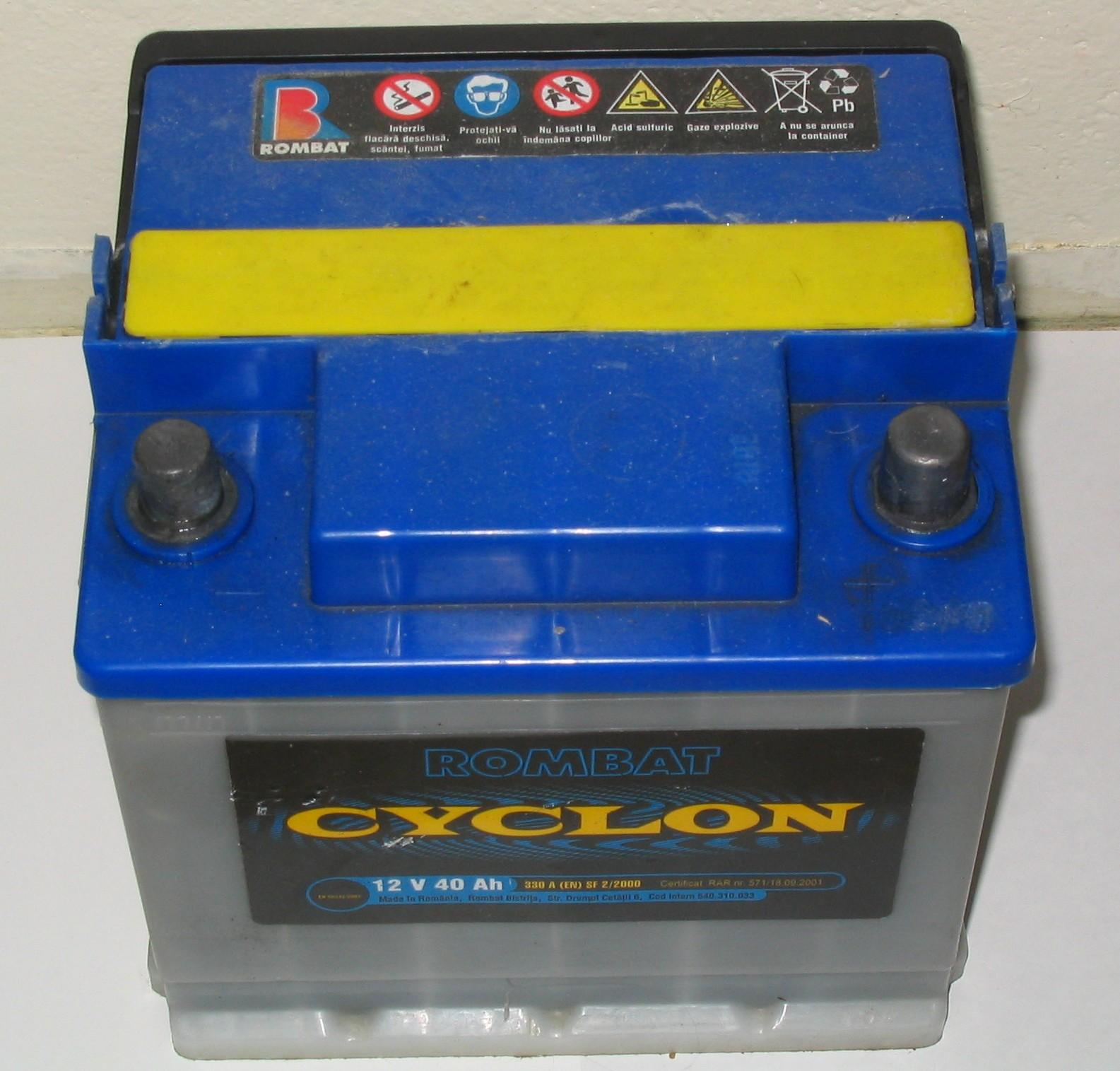
典型的な自動車用12 V、40 Ah鉛酸電池

自動車用電池（じどうしゃようでんち）または自動車用バッテリーは、モータービークルを始動するために使われる二次電池である。主な目的は電動始動モーター（セルモーター）に電流を供給することであり、このセルモーターが実際に車両を推進させる内燃機関（エンジン）を始動させる。一旦エンジンが動き出すと、エンジンの出力を利用してオルタネーター（交流発電機）がバッテリーを充電し、車の電気系統のための電力が確保される。
なお、2010年代頃よりリン酸鉄リチウムイオン電池を用いたものも販売されるようになったが、本項では主流である鉛蓄電池を用いたものについて記述する。

## 現代の自動車用電池

### ガソリンエンジンおよびディーゼルエンジン

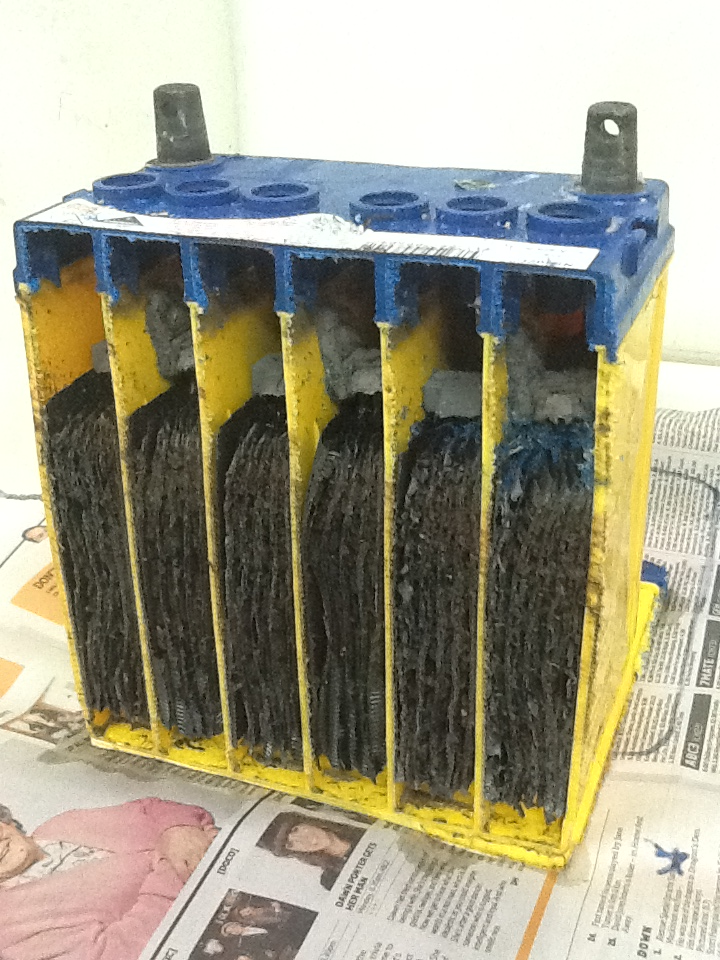
自動車用12 V鉛蓄電池の断面。12 V電池は直列に接続された6個のセル（単電池）から成る。

典型的には、エンジンの始動には電池容量の3パーセント弱が使われる。このため、自動車用電池は短時間に最大の電流を供給するように設計されている。これらは「SLI電池」（始動 starting、照明 lightning、点火 ignitionの頭文字から）と呼ばれることがある。SLI電池は深放電のためには設計されておらず、完全に放電すると電池の寿命が縮まる。
エンジンの始動と共に、SLI電池は様々な車載電気機器に電力を供給する。また、電気系統に損傷を与える可能性がある電圧スパイクをならすためのスタビライザーでもある。エンジンが動いている間は、ほとんどの電力はオルタネーターによって供給される。電圧は電圧調整器によって13.5 Vと14.5 Vの間（12 V車の場合）に保たれる。現代的なSLI電池は鉛酸型であり、起電力2 Vのセルを6個または12個で直列で接続し、12 V（ほとんどの乗用車と小型トラック）または24 V（大型トラックや地ならし機のような重機類）の公称電圧を生み出している。古いオートバイなどにはセルが3個直列接続で6 Vのものも存在した。
充電中に水の電気分解が起こると水素と酸素が発生する。電池の排気孔が塞がっていたりして水素ガスが溜まり、これに何らかの点火源が組み合わさるとガス爆発が起こり得る。エンジン始動中の爆発は、電池の電極が腐食していたり汚れていたりするのが原因で大抵起こる。米国運輸省道路交通安全局（NHTSA）による1993年の研究では、車の電池爆発による怪我の31%が電池の充電中に起こっていたことが示されている。次によくあったのが、ジャンプスタート中にバッテリー上がりを起こした電池へ誤った方法でケーブルを接続した事例である。怪我をした人の3分の2近くが化学的火傷を負い、4分の3近くが眼に損傷を負った。

### 電気自動車とハイブリッド車
電気自動車（EV）は高電圧の電気自動車用蓄電池から電力を得ているが、12 Vで動作するように設計された標準的な自動車用補機を使うために大抵は自動車用12 V電池も積んでいる。これらは「補助電池」や「補機電池」と呼ばれることが多い。従来型の内燃機関車と異なり、EVはオルタネーターで補助電池を充電することはせず、DC-DCコンバータ（直流-直流電圧変換器）を使って高電圧を浮動電圧（典型的には14 V付近）まで降圧する。
電気式ハイブリッド車の中には高電圧電池に加えて、複数の鉛蓄電池を使用するものがある。例えば、BMWのActiveHybrid 3、5、7やSUBARUのe-Boxerモデルは、高電圧電池とは別にセルモーター用の12 V鉛蓄電池と、さらにISG（モーター機能付き発電機）によるアイドリングストップからの再始動用の12 V鉛蓄電池を備える。

## 歴史
初期の車では電気システムが限られていたため、電池を積んでいなかった。電気クラクションの代わりにベルが使われ、前照灯（ヘッドライト）はガス灯で、エンジンはクランクを使って始動させていた。自動車用電池は1920年代頃にセルモーターが搭載されるようになり広く使われるようになった。補水を必要としない密閉型電池は1971年に発明された。
最初の始動・充電システムは6ボルトの正極接地システムとして設計された（車両のシャシーが直接電池の正極端子に接続されている。プラスアースとも）。今日、ほとんどの道路車両は負極接地システムを持つ（電池の負極端子が車のシャシーと接続される。マイナスアースとも）。
ハドソン・モーター・カー・カンパニーが1918年に初めて標準化された電池（バッテリー・カウンシル・インターナショナル〈BCI〉の電池）を使用した。BCIは電池の寸法規格を定める機関である。
1950年代中頃までは6 Vの電気系統と電池が使用された。より高い圧縮比を持つより大型のエンジンが使われるようになり、始動により多くの電力が必要になると、6 Vから12 Vに切り替わっていった。それほど多くの電力を必要としない小型車は6 Vをしばらく使い続けた（例えば、1960年代中頃のフォルクスワーゲン・ビートルや1970年のシトロエン・2CV）。
1990年代、42V電装規格が提唱された。これによってより強力な電気駆動補機類とより軽い配線ハーネスを使えるようになることが意図されていた。この規格は断念されたものの、後に欧州ではマイルドハイブリッド用のLV148規格が策定された。

## 構造と取り扱い

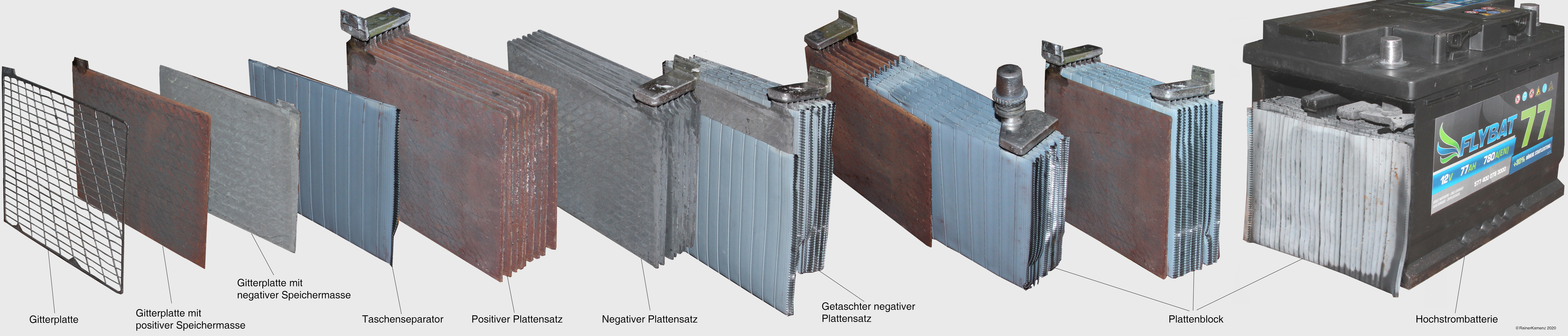
湿式セル鉛蓄電池の構造

自動車用電池は6個のセルからなる湿式セル型電池の一例である。鉛蓄電池のそれぞれのセルは、交互に配置された海綿状鉛が充填された鉛合金格子体（負極板）と二酸化鉛で被覆された格子体（正極板）から構成される。それぞれのセルは電解質である(希)硫酸水溶液で満たされる。当初は、それぞれのセルに給水口キャップがあり、この給水口を通して電解質の量を目視して、セルに補水することができた。キャップには充電中に発生する水素ガスがセルから抜け出せるように小さな排気口が設けられていた。
セルの正極板と隣りのセルの負極板が接続される（直列）。大抵は電池の上側に腐食を防ぐために鉛でめっきされた2つの端子がある。初期の自動車用電池は硬質ゴム製容器と木製のセパレータを使用していた。現代的な装置はプラスチック製容器と、セルの極板同士が接触して短絡するのを防ぐために合成繊維セパレータを使用している。
過去には、自動車用電池は定期点検と、電池の動作中に分解された水を補充する維持管理を必要とした。「メンテナンスフリー」電池は極板の素材として様々な合金を使用し、充電時に分解される水の量を減らしている。現代の電池は、寿命が来るまでに補水を必要としないこともあり、セルへの給水口を持たない電池もある。これらの電池の弱点は深放電（自動車の灯火器をつけっぱなしにしてバッテリーが完全に上がった時など）に対する耐性が非常に低いことである。深放電が起こると、鉛電極に硫酸鉛が沈着して被覆してしまい、電池の寿命が3分の1かそれ以上縮まる。
制御弁式鉛蓄電池（VRLAバッテリー）は、 高吸収性ガラスマット（absorbed glass mat, AGM）バッテリーとも呼ばれ、深放電に対する耐性が従来型より高いが、価格もより高い。VRLA電池では、セルへの補水は許可されない。個々のセルは、極端な過充電や内部の損傷による破裂から容器を保護するために、自動圧力解放弁を持つ。VRLA電池は電解液が溢れることがないため、オートバイのような乗り物において特に有用である。
通常12 V電池は直列に接続された6個のガルバニ電池から構成される。個々のセルの起電力は2.1ボルトで、合計12.6ボルトとなる。放電中、負極（鉛）では化学反応によって外部回路に電子が放出され、正極（二酸化鉛）では別の化学反応によって外部回路から電子が吸収される。これによって電子は外部回路線（導電体）を周り、電流（電気）を生み出す。電池が放電するにつれて、電解質の硫酸が極板の素材と反応し、表面を硫酸鉛に変化させる。電池が充電されると、逆の化学反応が起きる。つまり、硫酸鉛は鉛と二酸化鉛に戻る。
別の種類の始動用電池を使用する車両もある。重量を減らすために、2010年式ポルシェ・911 GT3 RSはリチウムイオン二次電池が選択可能であった。

### 内部構造
鉛蓄電池のセル（単電池）は大抵、多数の比較的薄い電極板から構成され、正極板と負極板が交互に並んでいる。正極板と負極板の間で直接的に電気が流れないように（短絡しないように）、正極板と負極板の間には絶縁素材が挿入され互いに隔離されている。これらのいわゆるセパレータには液体が透過できるように穴が空けられているか、多孔質素材で構成されている。
正極用の格子（グリッド）板は、微小な二酸化鉛顆粒で作られた活物質を含む。セルの全ての正極板は鉛合金製のストラップによって電気的ならびに機械的に接続されている。負極用の格子板の場合は、多孔性活物質は主に鉛顆粒から成る。全ての負極板は鉛合金製のストラップによって電気的ならびに機械的に接続されている。負極活物質には通常、カーボンファイバー、活性炭、グラファイト、カーボンナノチューブといった炭素材料が電気伝導度を高めるため、硫酸バリウムの微細粉末が硫酸鉛の結晶成長の核（硫酸バリウム結晶の粗大化を抑える）として、リグニンスルホン酸が負極活物質の表面積低下と収縮を抑えるために添加される。

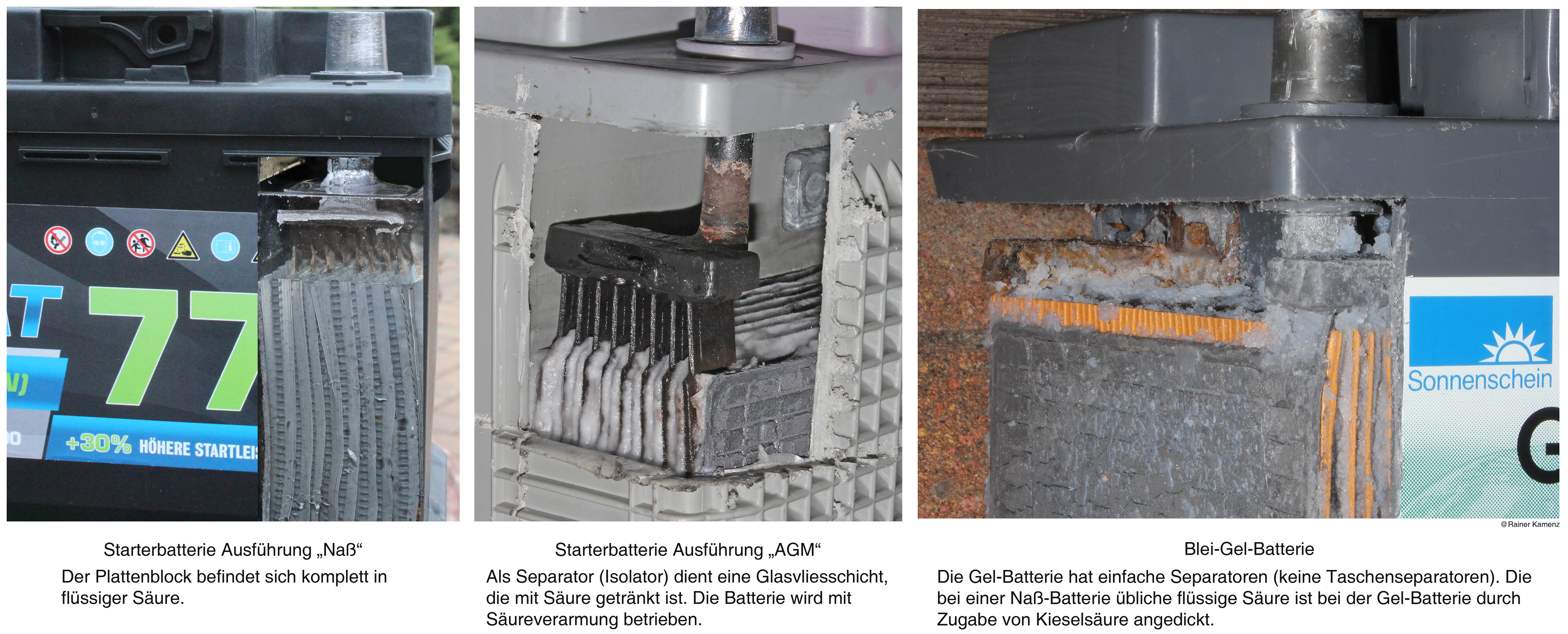
「湿式」電池（左）、「AGM」電池（中央）、「ゲル」電池（右）の内部構造

セパレータと電解液の特性に応じて、以下のように区別される。
液式鉛蓄電池
液体の電解液を使用する従来型の鉛蓄電池。ガス開放型。
強化型液式電池（EFB, Enhanced Flooded Battery）
電解液を使用する鉛蓄電池であるが、特殊な活物質を使用することで劣化を抑えている。また、ガラスマットを表面に当てて活物質の脱落を防いでいる。「アイドリングストップ車用」や「充電制御車用」として販売されている液式鉛蓄電池がこれに当たる。
AGM（吸収ガラスマット）電池
気密構造の制御弁式鉛蓄電池（VRLA電池）。電解液がガラス繊維マット製のセパレータに吸着されている。
ゲル電池
シール形制御弁式鉛蓄電池（VRLA電池）。シリカ粉末を添加して電解液がゲル化されている。
EFB電池とVRLA電池の高い充放電サイクル安定性はアイドリングストップシステムを持つ車両で使用するために必要とされる。
AGM電池はその他の種類よりも内部抵抗が低い。AGM電池はより迅速に充電することができるため、制動エネルギーの回生のためにも使用できる。しかしながら、高い作動温度に対してはより敏感であるため、エンジンの熱から保護されるように取り付けなければならない。
AGM電池およびゲル電池は圧力開放弁を備えている。これらの弁は内圧が高くなり過ぎた時、例えば過充電の結果として気体が多く発生した時に開くよう設計されている。この安全装置によって電池容器が爆発するのを防止している。
ゲル電池は価格が高いため、通常は電池の角度が大きく変化するオートバイやボートの始動用電池としてのみ使用される。したがって、ゲル電池はAGM電池と部分的に競合するが、AGM電池は最大90度の角度までしか傾けることができない。ゲル電池は許容充電電圧がより低いため、特に古いオートバイでは、不適切な充電制御装置が原因で過充電問題が起こり得る。

#### 格子の素材
極板の格子は充電ならびに放電過程中に電流を流す役割を果たす。したがって、鉛の硫酸鉛への化学的変化に関与してはいけない。格子の素材には主に以下の2種類の合金が使われる。
- アンチモン（Sb）合金 - Pb-Sb-As
- カルシウム（Ca）合金 - Pb-Ca-Sn

鉛アンチモン合金（硬鉛、アンチモン含量1 - 13%）の短所はアンチモンが溶出して自己放電を促進すること（鉛とアンチモンの電気化学的カップルのため）、水の消費量が増大する（水素過電圧が低いため負極で水素が発生する）ことである。耐食性を向上させるために少量の砒素が添加される。アンチモン含量を10%以上から数パーセントに減らすことによって、この数十年間これらの短所が最小化されてきたが、鉛カルシウム合金の登場によって電池の特性が真の飛躍的進歩を遂げた。低アンチモン合金としては、Pb-1.5～3%Sb-0.1～0.5%As合金に鋳造性を改善するため微量のセレン（Se）、硫黄（S）、または銅（Cu）などが添加される。
鉛-アンチモン-砒素（Pb-Sb-As）合金から鉛-カルシウム-錫（Pb-Ca-Sn）合金に切り替わったのは1980年代のことであった。1990年代には鉛-カルシウム-錫（Pb-Ca-Sn）合金に銀を0.01 - 0.03%添加をすることで特に高温での耐久性を増大させた銀-カルシウム電池が欧米で普及した（組成は一例としてPb-0.04Ca-0.60Sn-0.03Ag）。また、バリウムを添加することで耐食性と強度を高めたPb-Ca-Sn-Ba合金（Pb-0.044Ca-1.0Sn-0.008Ba）も実用化されている。鉛-カルシウム合金としては、Pb-0.03〜0.15%Ca-0.3～1.5%Sn合金に微量（0.01%以下）のアルミニウム（Al）を添加した組成が一般的である。以下の表に鉛-カルシウム調合合金の組成の一例を示す。
| Ca        | Al    | Sn    | Ag    | Sb     | Cu     | As     | Pb   |
| --------- | ----- | ----- | ----- | ------ | ------ | ------ | ---- |
| 0.08–0.12 | <0.04 | <0.60 | <0.11 | <0.005 | <0.002 | <0.002 | 残り |

鉛蓄電池は格子に使われる合金の種類によって、以下のように大別される。
- 鉛アンチモン電池（PbSb）
- 鉛カルシウム電池（PbCa）
- 鉛ハイブリッド型電池（PbSb/Ca）

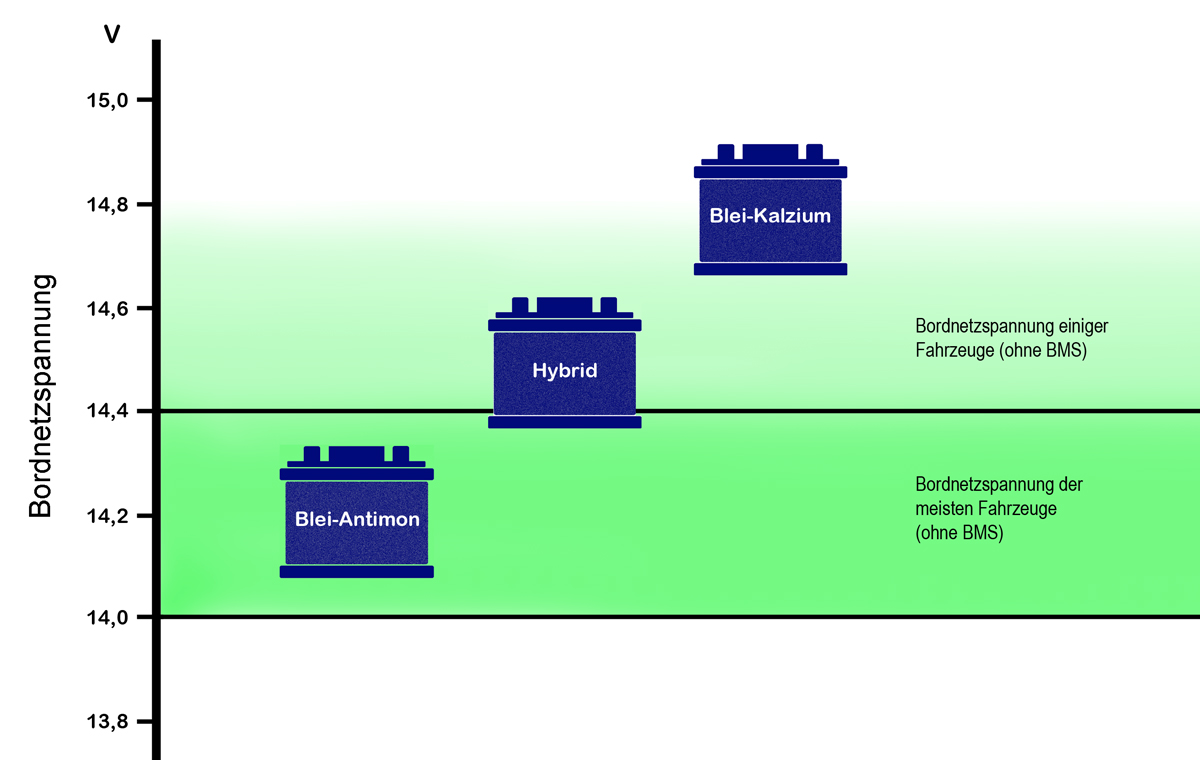
基本の3タイプに必要な車両電気系統電圧（左が鉛アンチモン電池、中央がハイブリッド電池、右が鉛カルシウム電池）。BMSはバッテリーマネジメントシステムの略称。

鉛アンチモン電池は100年余り使われてきた伝統的な鉛蓄電池であり、正極および負極の格子板が鉛-アンチモン合金製である。1881年にSellonによって鉛-アンチモン合金の使用が提唱された。鉛-アンチモン合金は純鉛と比較して、機械的強度が高い、鋳造性が向上する、耐食性が良い、格子体と正極活物質との電気的、物理的結合状態を向上させるなど、著しい長所がある。鉛アンチモン電池は充放電サイクル安定性が高く、充電受け入れ性能も高いため、有害な電解液の成層化の影響を受けにくい。鉛アンチモン電池は、メンテナンスフリー電池として生産することもできるが、先に述べたように高い自己放電（容量の0.5 - 2%/日）のため、現在は始動用電池市場からほぼ完全に姿を消している。トラックのためには少数がまだ生産されている。耐用期間はおよそ3から4か月である。製造-卸売-小売-利用者間の流通に要する期間がこの耐用期間を超えることが多かったため、電解液を注入せずに電池の生産と配達を行わなければならなかった。製造業者にとっては、電解液を入れずに保管しなければならないことは生産工程にサイクルラインが1つ追加され、生産経費が高まることを意味した。そして、販売業者も、電解液を購入して電池に注入し、電池の充電を行う仕事があった。
鉛カルシウム電池は正極と負極の格子板に鉛-カルシウム-錫合金を使用する。「カルシウムバッテリー」と呼ばれることがあるが、カルシウムイオン電池と混同してはならない。鉛カルシウム電池は自己放電が非常に低く、容量の約0.08%/日である（耐用期間は12から15か月）。そのため、鉛アンチモン電池と異なり、電解液を注入して、充電を行った商品をそのまま出荷、流通させることができる。鉛カルシウム電池の短所は、充電電圧が1 V高く、それに関連して定電圧充電を用いた充電受け入れ特性が低いこと、充放電サイクル安定性が低いこと、充電レベルが50%を下回ると起こる有害な電解液の成層化などである。鉛-カルシウム合金は鋳造性が比較的悪く、溶接も難しいため、格子体を製造するためにエキスパンド製法や打ち抜き製法が開発された。鉛-カルシウム合金に錫を加えることで、強度と耐食性が向上し、半導体の酸化錫が形成されることで充電受け入れ性能も上がるため、現在は正極に鉛-カルシウム-錫合金がもっぱら使用される。
鉛ハイブリッド型電池は正極板に鉛-低アンチモン合金を使用して、負極板には鉛-カルシウム合金を使用することで負極での水素発生を抑制する。アンチモンの効果で深放電に対する耐久性が向上して長寿命となるため、トラック、バス、タクシー、建設車両といったヘビーデューティー用途の車両で使用される。また、鉛-カルシウム合金表面にアンチモン箔を貼り付けて圧延した後に加工して負極板としたハイブリッド極板を使うことで充電受け入れ性能が向上する。

## 仕様

### 物理フォーマット
電池は物理的な大きさ、端子の種類と位置、取り付け様式によってグループ分けされる。

### アンペア時 (Ah)
アンペア時（AhまたはA·h）は電池のエネルギー貯蔵容量と関連する単位である。欧州ではこの評価が法律によって求められる。
定格アンペア時は一般的に〔80 °F（SAE規格。欧州のEN規格および日本のJIS規格では25±2 °C）で、電圧が10.5ボルトまで低下する間に電池が一定の率で20時間供給できる電流〕× 20時間として定義される。これを20時間率容量と呼ぶ。理論上は、華氏80度で、20時間率容量100 Ahの電池は少なくとも10.5ボルトの電圧を維持しながら20時間連続で5アンペアの電流を供給することができるはずである。Ah容量と放電率との間の関係は線形ではなく、放電率が増大すると、容量は低下する。日本のJIS規格では5時間率容量が採用されてきたが（2019年の改正で5時間率容量は参考値となり、20時間率容量が追加された）、20時間率容量よりも若干低く（0.8 - 0.9倍）なる。また、温度が下がると容量も低下する。

### クランキングアンペア（CCA、CA、MCA、HCA）
コールドクランキングアンペア（CCA）またはコールドクランキング電流
少なくとも7.2ボルトの電圧を維持しながら0 °F (−18 °C) で電池が30秒間供給できる電流量（米国SAEおよびJIS D 5301規格）。欧州の規格（EN 50342-1:2012）では7.5ボルトの電圧を維持しながら、−18 °Cで電池が10秒間供給できる電流である（10秒休止後、定格コールドクランキング電流の60%の電流値でおこなう2回目の放電〔カットオフ電圧6.0 V〕の持続時間も計測する）。測定方法と電圧が異なるため、SAE/JISの方法で測定されたCCA値よりも、ENの方法で測定されたCCA値の方が低くなる。コンピュータ制御された直噴エンジンを使用する現代的な自動車は始動にわずか数秒しかかからず、CCA値の重要性は以前よりも低下している。CCA値をCA/MCA値またはHCA値と混同してはならない、後者の方がより高い温度で計測されるため常に高い値となる。例えば、CCA値250アンペアの電池はCA（またはMCA）値250アンペアの電池よりも始動性能が高い。HCA値も同様である。
クランキングアンペア（CA）
少なくとも7.2ボルトの電圧を維持しながら32 °F (0 °C) で電池が30秒間供給できる電流量。
マリンクランキングアンペア（MCA）
CAと同様に、32 °F (0 °C) で電池が供給できる電力量。氷点下で作動することがあまりないボート用（“マリン”という名前の由来）や芝刈り機用の電池に記載されていることが多い。
ホットクランキングアンペア（HCA）
80 °F (27 °C) で電池が供給できる電力量。

### リザーブキャパシティ（RC）
27 °Cで25 Aの電流を放電し、放電終始電圧10.5 Vになるまでの時間（単位は分）。

### 規格

#### JIS規格（日本）

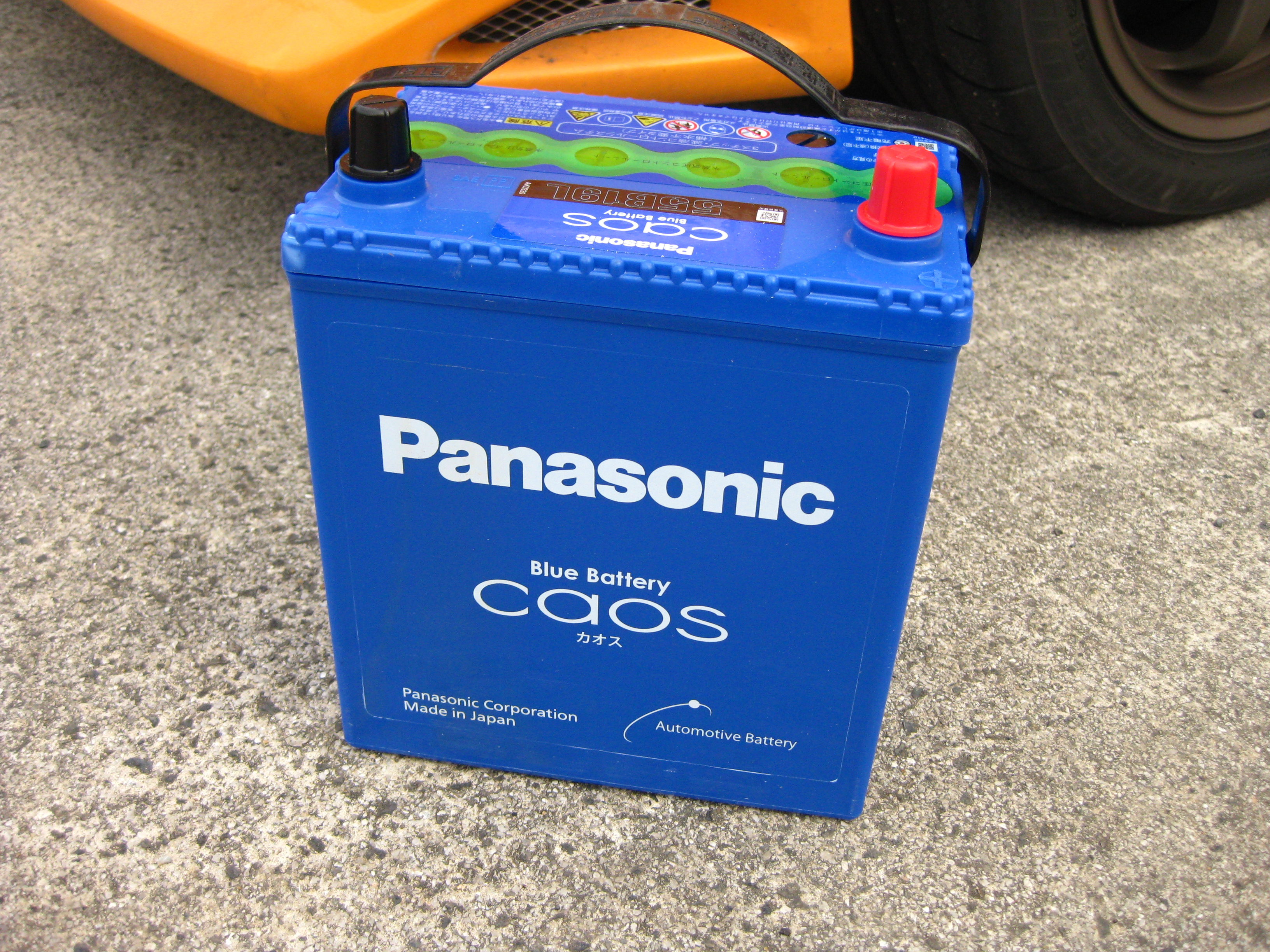
JIS規格の鉛蓄電池。蓋の上面より上に端子が位置している。蓋の上面に記載されている型式「55B19L」は、性能ランクが55、外形区分がB19、端子の位置がLタイプであることを表している。

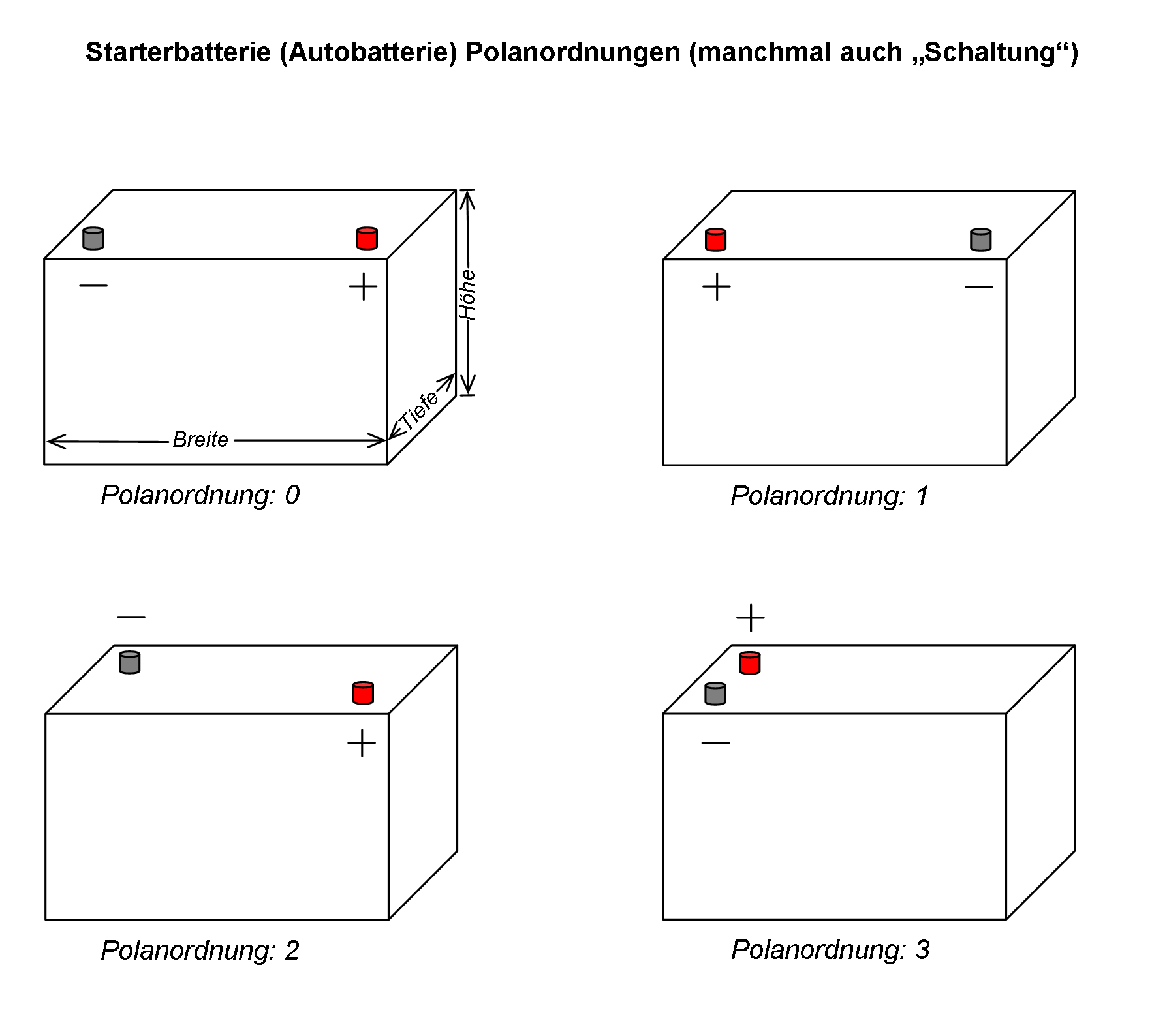
端子の位置の種類。

公称電圧12 Vの始動用鉛蓄電池の規格は日本工業規格（JIS）のJIS D 5301:2019で、公称電圧12 Vのアイドリングストップ車用鉛蓄電池の規格はJIS D 5306:2021で規定されている。
始動用鉛蓄電池を特定の型式で呼ぶには、JIS D 5301:2019の附属書Bで規定された各性能項目について基準（20時間率容量: 規定値の95%以上、リザーブキャパシティ: 規定値以上、CCA: 規定値以上、軽負荷寿命: 規定値の80%以上、重負荷寿命: 規定値の80%以上、充電受入性: 規定値以上）を満たす必要がある。型式の数値および記号が表わしているのは、最初の2桁が定格リザーブキャパシティ（RCn）と定格コールドクランキング電流（Icc）から以下の式で計算される性能ランク（50未満は2刻み、50以上は5刻み）、
{\displaystyle {\frac {\sqrt {RC_{\mathrm {n} }\times I_{\mathrm {cc} }}}{2.8}}}
3番目のアルファベットが短側面サイズ（幅×箱高さ）の区分、4、5番目の2桁の数字が外形の長さの概寸法（cm）、最後のアルファベット（RまたはL）が端子の位置である。プラス端子を手前側にした時に端子が右側にあるのがRタイプ、左側にあるのがLタイプである（右図の左上がLタイプ、右上がRタイプ）。短側面のサイズがF、G、およびHは端子の位置が1種類なのでL、Rは付かない。JIS D 5301:1999まではA区分（高さ162 mm、幅127 mm; A17およびA19）とC区分（高さ207 mm、幅135 mm; C24）も規定されていたが、JIS D 5301:2006で削除された。
したがって、例えば、型式55B24Lの始動用鉛蓄電池は性能ランクが55、短側面のサイズがB区分、長さが24 cm、端子の位置がLタイプであることを表わしている。制御弁式鉛蓄電池（VRLA電池）の型式には頭にSが付く。なお、外形区分が「B24」について規定されている型式は「46B24L」と「55B24L」の2種類のみであるため、例えば「70B24L」や「80B24L」などと高い性能ランクを持つ表記は、JISで規定された型式ではなく、各メーカー独自の品番である。
アイドリングストップ（ISS）車用鉛蓄電池のサイズは始動用鉛蓄電池のサイズと共通であるが、より高い耐久性や充電性能が必要とされるため、（誤って通常車用蓄電池を使用しないためにも）通常車とは異なる規格・型式表示となっている。アイドリングストップ車用鉛蓄電池についてはK-42、M-42、N-55、Q-85、S-95の5種類の型式が規定されている。特定の型式で呼ぶには、JIS D 5306:2021の附属書JBので規定された各性能項目について基準（上述した始動用鉛蓄電池の基準に加えて、回生充電受入性が規定値以上、アイドリングストップ寿命が規定値〈3万回〉の80%以上）を満たす必要がある。型式の記号および数値が表わしているのは、最初のアルファベットが外形寸法の区分、ハイフンに続く2桁の数字が性能ランク（計算式は上記の始動用鉛蓄電池の式と同じ）であり、端子の位置がRタイプの時のみ最後にRが付く。例えば、型式M-42Rのアイドリングストップ車用鉛蓄電池は型式M-42（外形区分がM、性能ランクが42）の規格を満たし、端子の位置がRタイプであることを表わしている。アイドリングストップ車用と通常車用を兼用できる製品に関しては併記された品番を設定しているメーカーもある。
| ISS車用 | 始動用 | 箱高さ (mm) | 幅 (mm) | 長さ (mm) |
| ------- | ------ | ----------- | ------- | --------- |
| J       | B17    | 227         | 127     | 167       |
| K       | B19    | 227         | 127     | 187       |
| M       | B20    | 227         | 129     | 197       |
| N       | B24    | 227         | 129     | 238       |
| P       | D20    | 225         | 173     | 202       |
| Q       | D23    | 225         | 173     | 232       |
| S       | D26    | 225         | 173     | 260       |
| T       | D31    | 225         | 173     | 306       |
| U       | E41    | 234         | 176     | 410       |
| V       | F51    | 257         | 182     | 505       |
| W       | G51    | 257         | 222     | 508       |
| X       | H52    | 270         | 278     | 521       |

#### EN規格（欧州）

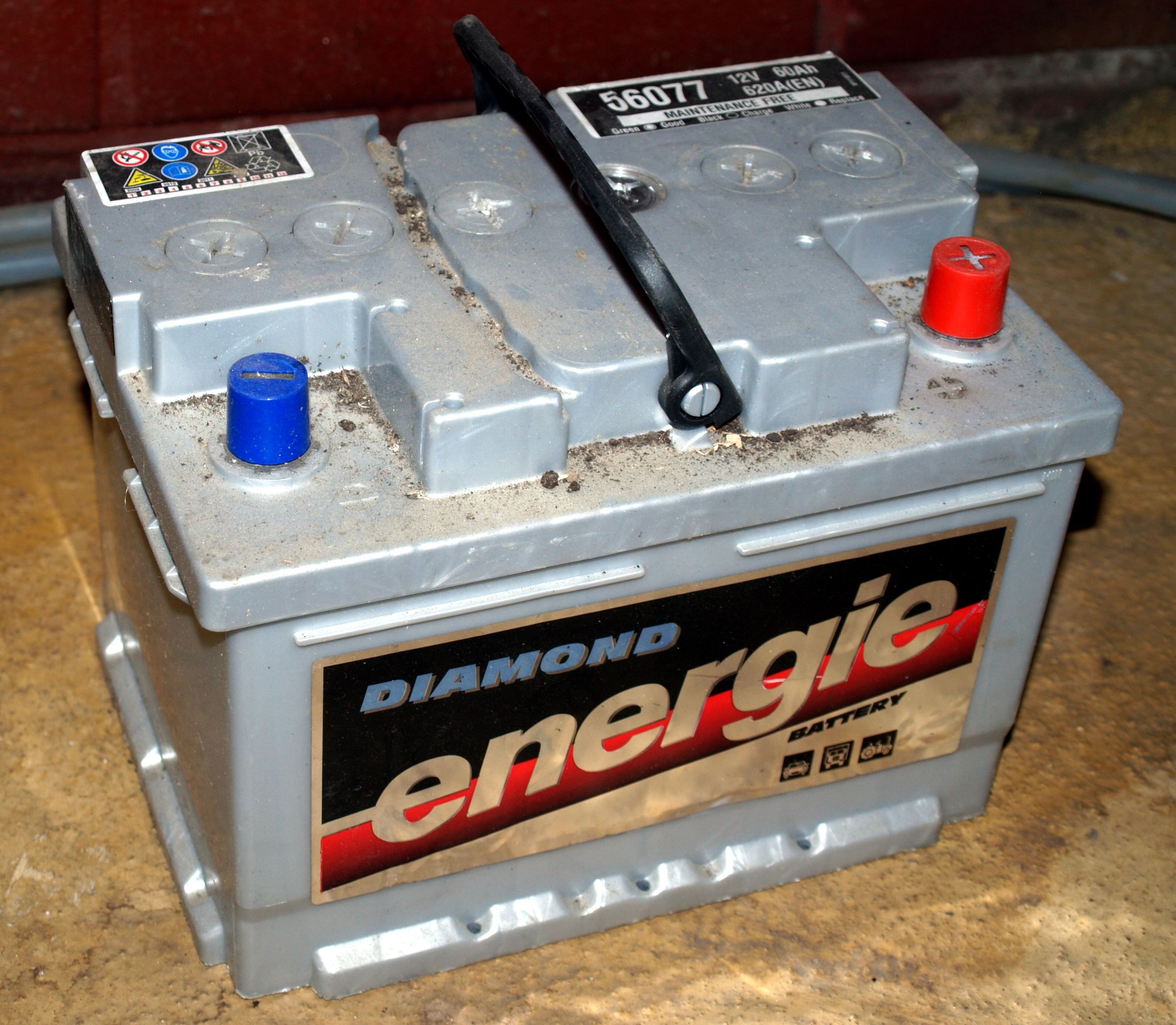
EN規格の自動車用鉛蓄電池。JIS規格と異なり、蓋の上面より下に端子が位置している。

始動用およびアイドリングストップ車用鉛蓄電池の規格は欧州統一規格（EN規格）においてEN50342-1、EN50342-2、EN50342-3、EN50342-4、EN50342-5、EN50342-6、EN50342-7で規定されている。
EN規格電池の外形寸法は箱高さと幅は全て共通で、長さだけが異なる。端子の位置はJIS規格のLタイプに相当するもののみである。
| 区分 | 箱高さ (mm) | 幅 (mm) | 長さ (mm) |
| ---- | ----------- | ------- | --------- |
| LBN0 | 175         | 175     | 175.5     |
| LBN1 | 175         | 175     | 207.5     |
| LBN2 | 175         | 175     | 242       |
| LBN3 | 175         | 175     | 278       |
| LBN4 | 175         | 175     | 315       |
| LBN5 | 175         | 175     | 353       |
| LBN6 | 175         | 175     | 394       |
| LN0  | 190         | 175     | 175.5     |
| LN1  | 190         | 175     | 207.5     |
| LN2  | 190         | 175     | 242       |
| LN3  | 190         | 175     | 278       |
| LN4  | 190         | 175     | 315       |
| LN5  | 190         | 175     | 353       |
| LN6  | 190         | 175     | 394       |

#### 日本車用専用EN規格（日本）
2015年に一般社団法人電池工業会により、EN50342-1:2006、EN50342-2:2007、EN50342-5:2010を参考・引用して、電池工業会規格SBA S 0102：2015（欧州規格形始動用鉛蓄電池）が制定された。EN規格と同等であるものの厳密には異なる。
EN規格には存在しない性能ランクがJIS規格と同様に定義されている。性能ランクは20時間率容量（C20,n）と定格コールドクランキング電流（Icc）から以下の式で算出される（300はJIS規格の性能ランクと混同しないために加えられている）。
{\displaystyle {\frac {\sqrt {C_{\mathrm {20,n} }\times I_{\mathrm {cc} }}}{2.5}}+300}
例えば型式340LN0は、電池の性能ランクが340、外形区分がLN0であることを表わしている。
日本車（トヨタ・ジャパンタクシー）での搭載例と比較

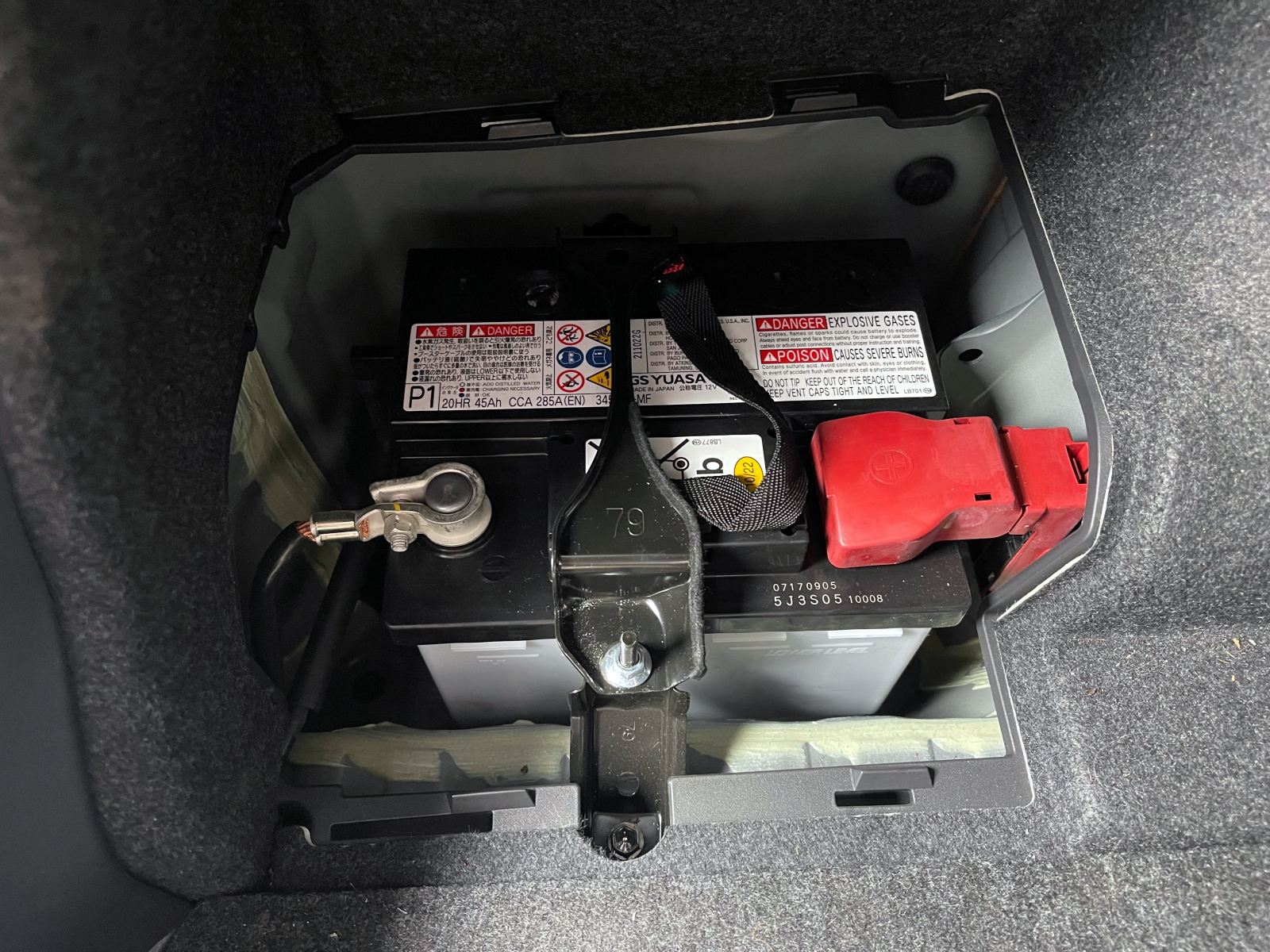
日本車用EN規格345LN1（GSユアサ・新車装着）
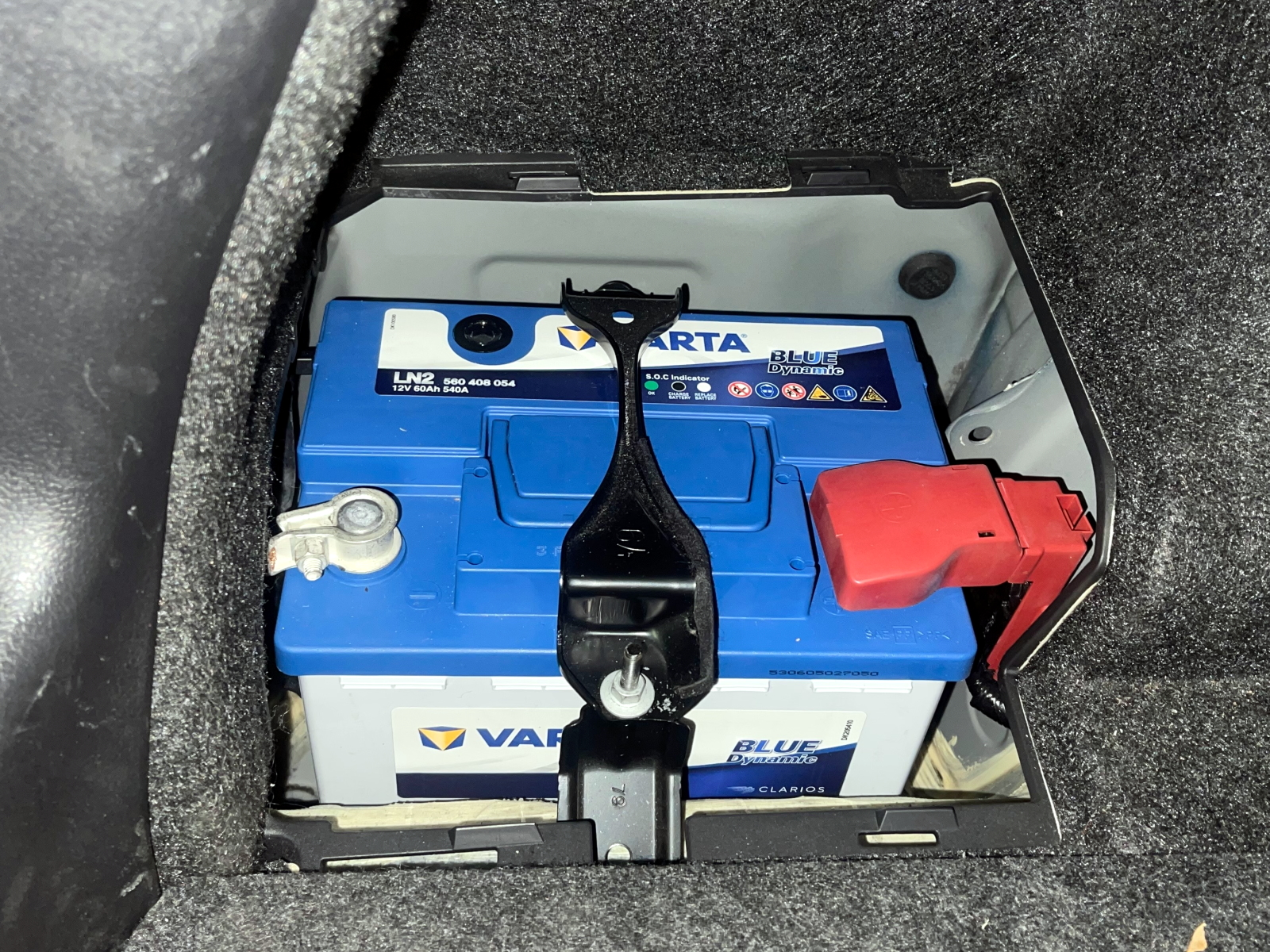
EN規格LN2（ファルタ）
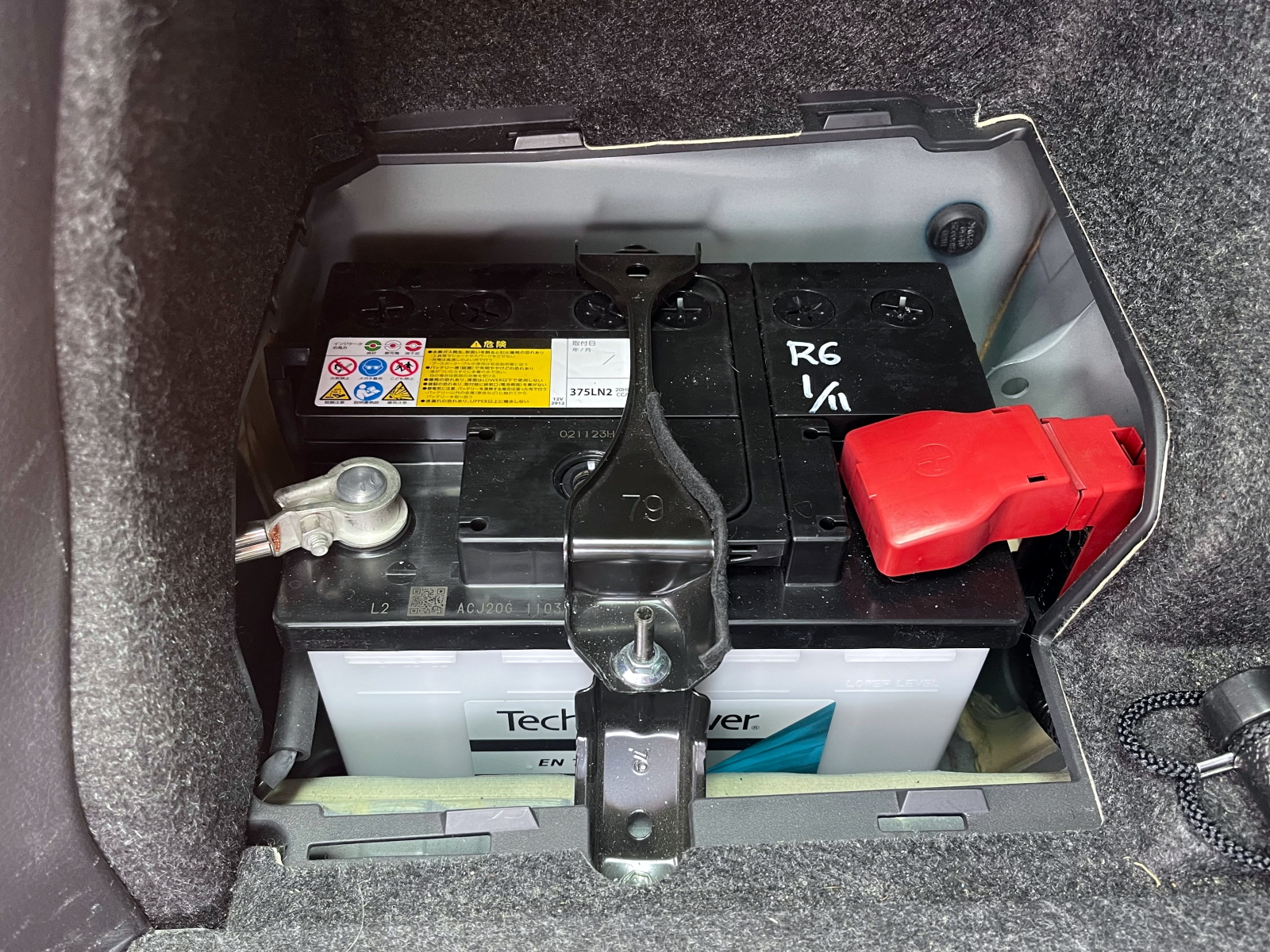
日本車用EN規格375LN2（エナジーウィズ・エンパイヤ自動車へのOEM品）

#### BCI規格（米国）
アメリカ合衆国ではバッテリー・カウンシル・インターナショナル（国際電池評議会、BCI）によって、長さ、幅、高さといった電池の外形寸法の「グループサイズ」が定められている。また、端子の位置を表わすRL表示がJIS規格のものとは逆である。
以下に最も一般的なグループサイズと対応するJIS規格を表に示す。
| 最も一般的な グループサイズ | 箱高さ (mm) | 幅 (mm) | 長さ (mm) | 対応するJIS規格区分      |
| --------------------------- | ----------- | ------- | --------- | ------------------------ |
| 24                          | 225         | 173     | 226       | D26                      |
| 27                          | 225         | 173     | 306       | D31                      |
| 31                          | 240         | 173     | 330       | -                        |
| 34                          | 200         | 173     | 260       | -                        |
| 35                          | 227         | 175     | 230       | D23とほぼ同じ            |
| 51および51R                 | 223         | 129     | 238       | B24RおよびB24Lとほぼ同じ |
| 65                          | 192         | 190     | 306       | -                        |
| 78                          | 186         | 179     | 260       | -                        |

## 問題と対処方法
異常な高温が電池の不具合の主原因である。高温により電解液が蒸発すると、電解液に曝される電極板の有効表面積が低下し、サルフェーション（硫酸鉛の沈着）が起こる。格子（グリッド）の腐食速度は温度が上がると増大する。低温でも電池の不具合が起こり得る。
エンジンを始動できない電圧まで電池が放電した時は、外部電源を介したジャンプスタートによってエンジンを始動することができる。一旦エンジンが動き出し、オルタネーターと充電システムが損傷を受けていなければ、電池を充電できる。
端子で腐食が起きると、電気抵抗が増大して車が始動できなくなる。これは、シリコングリースを適切に塗布することで防止することができる。
電極が硫酸鉛の硬い層で被覆されるサルフェーションは電池を弱らせる。サルフェーションは、バッテリーが完全に充電されず、放電したままの時に起こり得る。サルフェーションを起こした電池は損傷を防ぐためにゆっくりと充電しなければならない。
SLI（始動、照明、点火用）電池は深放電のために設計されておらず、深放電すると寿命が短くなる。
始動用電池は表面積が大きくなるように設計された電極を使用しているため、瞬間電流容量が高い。一方で、海洋型とディープサイクル型の電極板はより厚く、底に落ちた廃電極材料がセルをショートさせないように、電極板の底に空間的余裕がある。
鉛アンチモン合金（硬鉛）を電極材料に使用した自動車用電池は、電気分解と蒸発によって失われた水を補うため、定期的に純水をつぎ足す必要がある。合金に使用する元素をカルシウムに変更することによって（0.1%カルシウム-鉛合金）、水が減る速度を遅くすることができる。現代的な自動車用電池はメンテナンスフリーを謳い、補水のためのキャップを持たないものもある。こういった電池は、寿命を迎えるまでに水量が減ってもよいように電解液が余分に入っている。
電解液の密度から電池の充電状態を判断するため、比重計で状態が目視できる電池もある。別途確認窓がついているもののほか、補水用の蓋（液栓）がそれを兼ねているものもある。

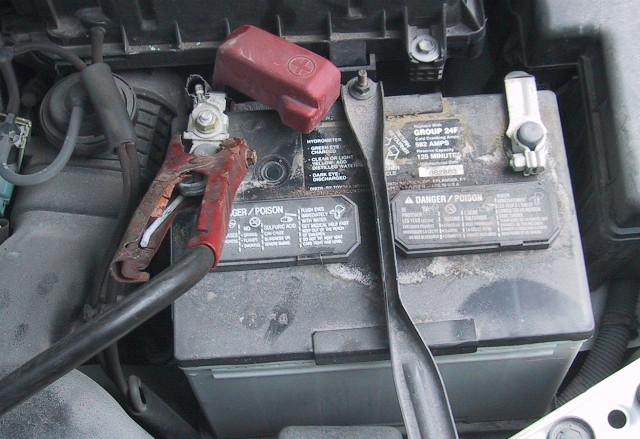
赤色のプラスジャンパーケーブルが端子に接続されている。ジャンパーケーブルの右側に電解液の比重を目視する窓がある。黒色のマイナスジャンパーケーブルは写っていない。

主要な消耗機構は、電極板からの活物質の脱落である。脱落した活物質はセルの底に蓄積し、最終的には短絡を起こすこともある。透水性素材製のプラスチックセパレータバッグに電極板を入れることによってこれをかなり低減することができる。この素材は電解液とイオンは透過させるが、スラッジが電極板の隙間を埋めるのを防ぐ。スラッジは主に硫酸鉛から成り、正極と負極の両方で生成する。

### 酸と重金属
電極は鉛あるいは鉛の化合物からできているため、有毒である。電解液として含まれている37%硫酸は腐食性が高い。皮膚に酸が接触するのを防ぐために保護具を使用するべきである。

### 爆発の危険性
セルが2.6ボルト以上過充電されると、電解液の電気分解が増大する。この過程では、酸素と水素が気体として放出され、非常に爆発性の高い酸水素ガス（酸素と水素のモル比1:2の混合気体）が形成される。したがって、火花や裸火、熱、火のついたものを近付けてはいけない。

### 充電電圧と充電電流

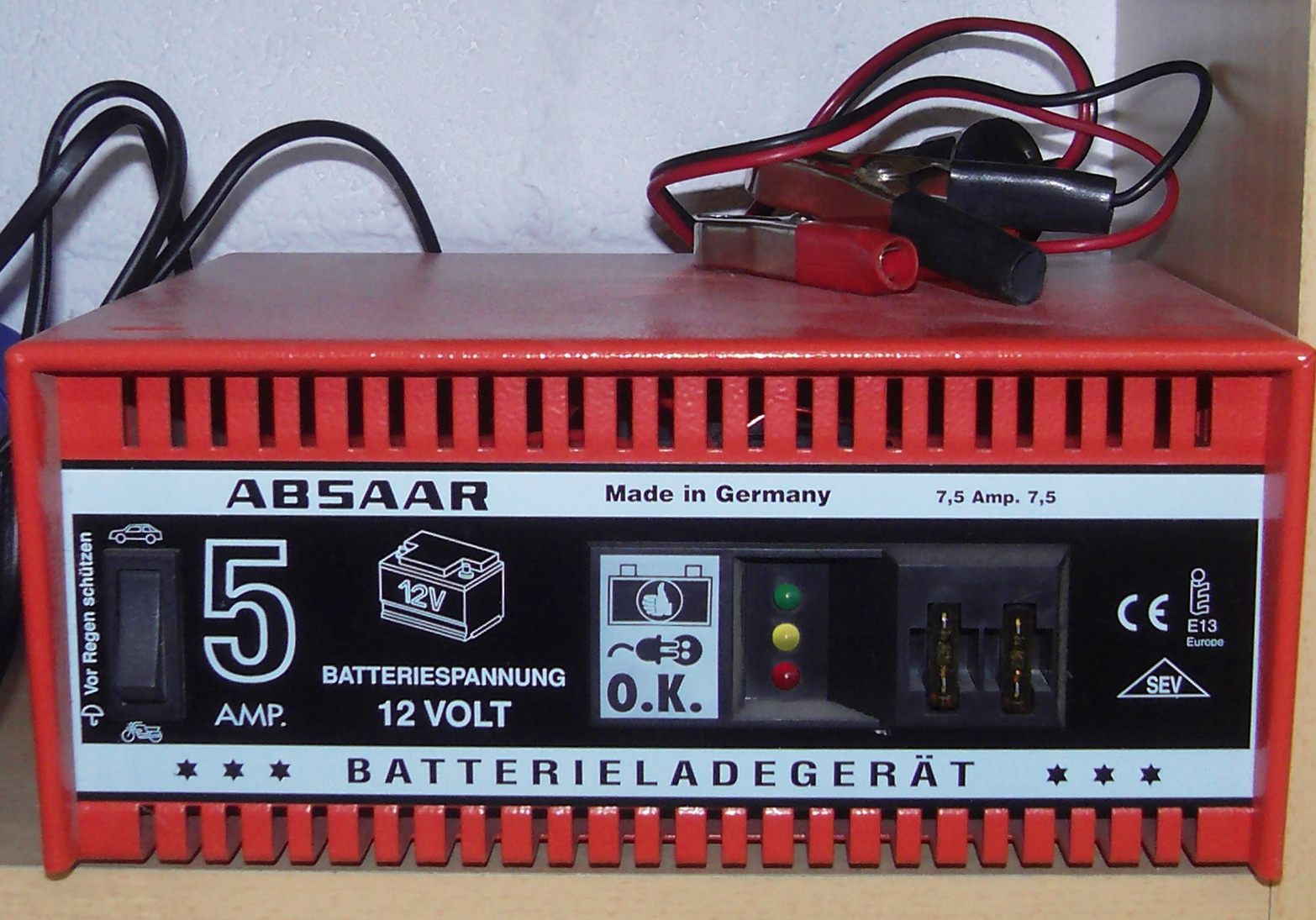
12 V鉛蓄電池用の自動充電器

12 V鉛蓄電池の15 - 25 °Cでの充電終止電圧は、電池の種類に応じて、14.8 V（AGM電池）、14.4 V（鉛アンチモン電極を使った湿式電池）、あるいは15.4 V（鉛カルシウム電極を使った湿式電池）以内としなければならない。充電電流（アンペア）は、電池の耐用期間を最大化するために、電池容量（アンペア時）の10分の1とするべきである（例えば容量40 Ahの電池では4 A）。急速充電では、充電電流は容量の3分の1を超えてはいけない。車両では、オルタネーター調整器が充電終止電圧を調整している。

### 過負荷
充電制御器の故障あるいは充電器を誤って設定して充電電圧が高くなり過ぎると、過剰な酸素ガスと水素ガスが発生する。この電気分解によって水が失われ、電解液の密度が上がる。正極で放出された酸素は、鉛格子の有害な酸化（腐食）につながる。

### 充電不足
充電不足は自動車用電池の劣化の主要な原因である。開回路電圧が約12.5 V（12.4 Vとする文献もある）を下回ると充電が不十分と判断される。

#### 充電不足の原因
現代的な車は、ECU、時計、ラジオ、スマートエントリー、防犯装置、ドライブレコーダーの駐車監視機能など、エンジンが動いていない時にも電力を消費している。
平均静止電流が0.02 Aとすると、車を動かさなければ、電池は1日に0.5 Ah、1週間で3.4 Ah、1か月で少なくとも15 Ahの電力を失う。したがって、静止電流によって1日に失われる電力はエンジン始動に必要な電力（0.1 Ah）の2倍以上となる。最大0.04 Aの静止電流（1か月におよそ30 Ahの放電）も普通である。
航続距離が短かったり、短距離での使用（チョイ乗り）が主な場合は、エンジン始動と静止電流で失われる電力消費量をオルタネーターによる充電だけでは完全に補うことができず、充電不足に陥いる。
低温によって蓄電池の性能が制限される冬季には、シートヒーターやデフロスターといった電力を消費する機能の使用が増え、暗い時間にライトを付けて運転することも増える。加えて、低温では電池の充電受け入れ性能が低下する。運転時間が短か過ぎると、オルタネーターを使った充電によって蓄電池が満充電状態に到達しなくなる。

#### 充電不足の帰結と予防
全ての鉛蓄電池と同様に、自動車用鉛蓄電池は、充電レベルが低過ぎるとサルフェーションが原因で恒久的な電池容量と性能の低下が起こる。電池が充電不足状態にある時間が長い程、サルフェーションが進行する。
したがって、鉛蓄電池の電圧が12.5 Vを下回ったら直ちに100%まで完全充電しなければならない。部分的な充電だけでは、電池内に残った硫酸鉛の硬く、不溶な形への再結晶が続くため、不十分である。自動車用鉛蓄電池は急速充電ができないため、充電率に依っては充電には数時間がかかることもある。コストと環境保護のために、数時間運転するよりも外部コンセントから電源を取る充電器を使用するほうがよい。

### 深放電
開回路電圧が約12.0ボルトと下回ると、電池は深放電状態にあると見なすことができる。深放電は車両の電気系統の故障が原因で起こり得る（例えば、ドアスイッチやボンネットスイッチの故障によってECUが完全にアイドル状態まで停止していないような時）。駐車中の駐車灯を付けていたり、携帯電話の充電器をアクセサリーソケットに挿したままにしていたりすると、電力が消費され、すぐに深放電となる。このような場合、適切な充電器を接続して十分高い充電レベルをまず回復させなければならない。別の方法として、エンジン作動中の他の車のバッテリーからジャンパーケーブルをつないで、ジャンプスタートさせることもできる。

#### ジャンプスタート
充電された鉛蓄電池を並列接続してジャンプスタートする時、正極と負極を決して交差接続してはいけない（短絡が起こる）。また、電池間の過渡電流を減らすために、バックアップ電池の負極と車両のエンジンブロックあるいは電池から離れた車体を接続することが推奨される。
短絡と火花の発生を予防するために、必ず負極を初めに外して、最後に再接続しなければならない。交通事故や誤った作業での短絡を防ぐために正極にはカバーが付いていることが多い。

### サルフェーション

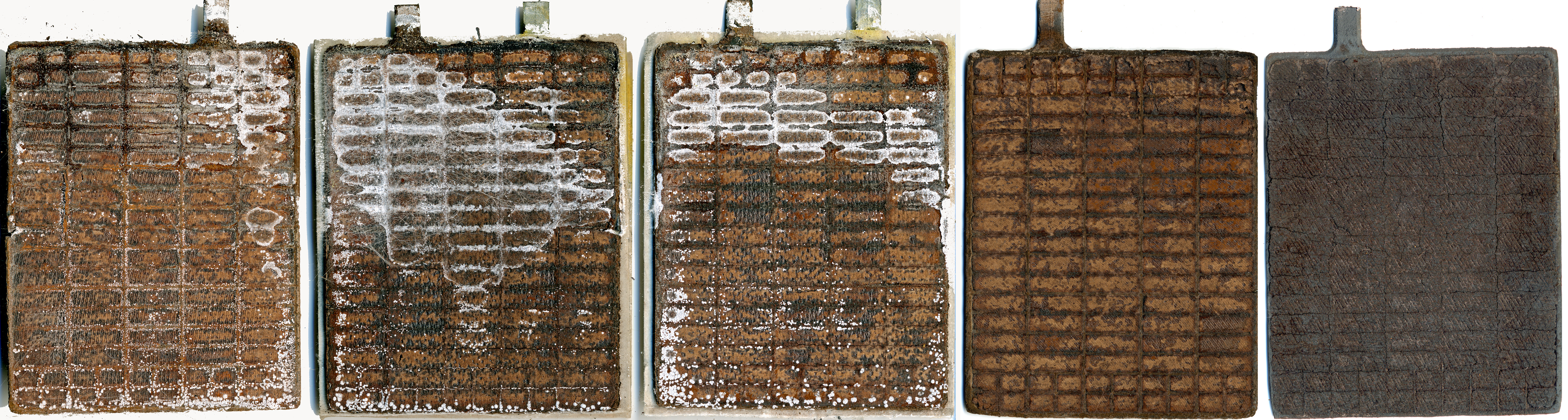
鉛蓄電池の正極板（二酸化鉛）のサルフェーション。白色で、粗い結晶性の硫酸鉛が見える（左から1枚目 - 3枚目）。劣化していない正常な未充電の正極板（左から4枚目、細かい結晶性硫酸鉛が付着）。劣化していない充電された正極板（左から5枚目）。

正常な放電過程中には、正極板と負極板の両方で硫酸鉛が微細結晶として形成されるが、極板の表面積の大部分は電気を通すため急速充電が可能である。蓄電池が部分放電状態あるいは深放電状態に長期間置かれ続けると、小さな結晶が成長してより大きく、硬くなる。極板上に硫酸鉛の大きな結晶が形成されると、電解液中の硫酸の量が減り、電池容量が恒久的に低下する。

### スラッジの形成と格子の腐食

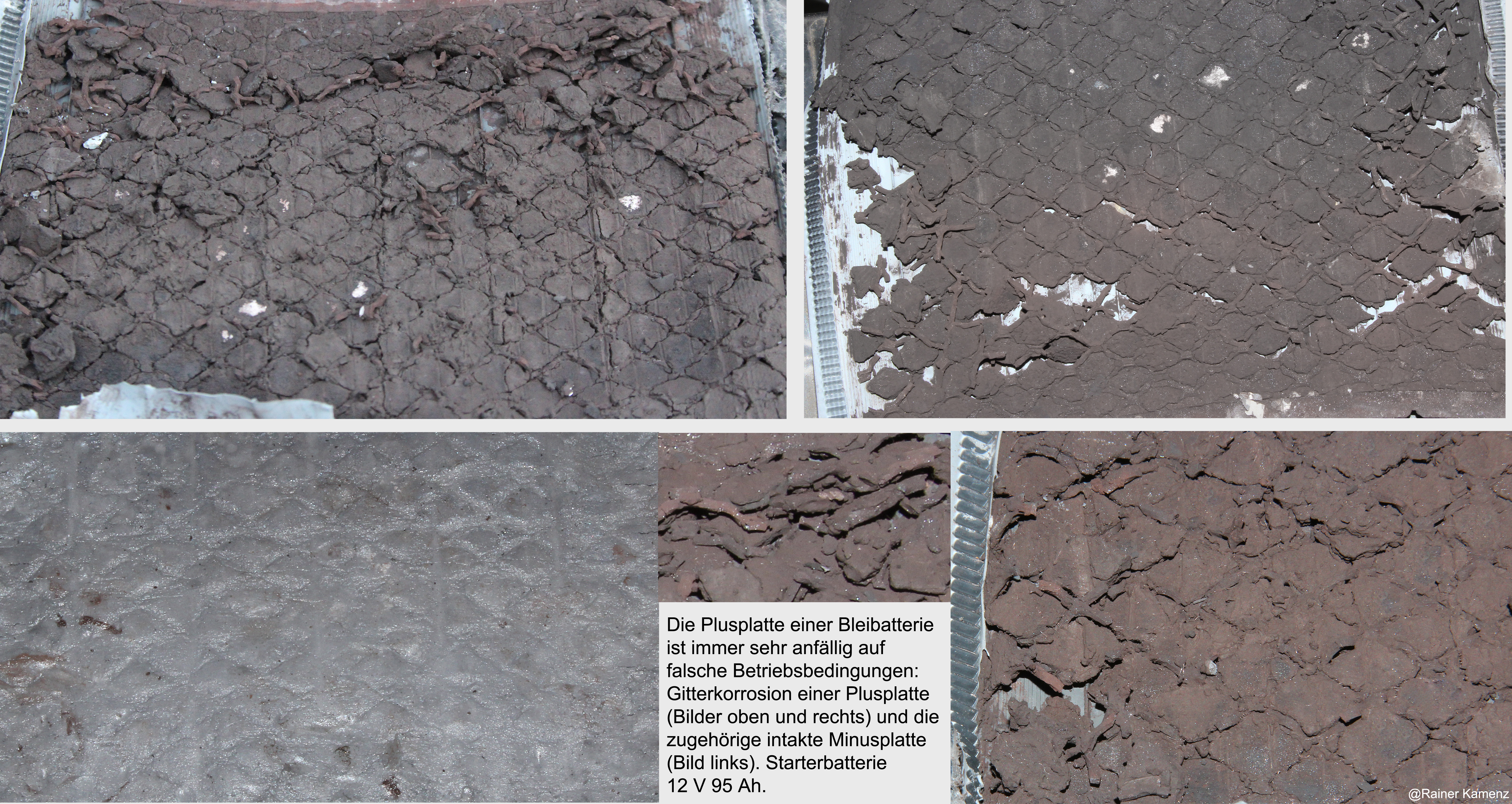
鉛蓄電池の格子の腐食

作動中の放電過程では、極板の活物質が鉛あるいは二酸化鉛から硫酸鉛へと変化し、充電過程では元に戻る。硫酸鉛の体積は鉛のおよそ2倍、二酸化鉛の2倍未満である。充電および放電中に活物質の体積変化が繰り返されることで、活物質が次第に剥れ落ちていき、スラッジが形成される。これによって電池容量が低下する。過去には、スラッジを溜めるために液式鉛蓄電池の底には溝が設けられていた。沈殿物が溜まって極板の底辺まで達すると、電極間の短絡が起こる。今日、（正極か負極のいずれかの）極板を袋状のセパレータに包むことによって、沈泥の形成を防いでいる。現代的な電池には沈泥を溜める溝はなく、電極は容器の底に触れている。
耐用期間の間には、正極の鉛合金製格子が二酸化鉛へ次第に変換される。これは格子腐食と呼ばれる。

### 運転しないことによる損傷
車を3か月以上使わないと、電圧が10.8 V未満に落ちる深放電状態となる可能性がある。充電率が低過ぎると、バッテリー中でサルフェーションやスラッジ形成が起こる。こういったことは、オートバイ、トレーラーハウス、モーターボート、スノーモービルなどある季節にしか稼動させない乗り物で起こる。

### 電解液量の低下
1990年代初めまで一般的に使われていた鉛アンチモン合金製格子を使った鉛蓄電池では、3か月から5か月毎に定期的にセル中の電解液量を検査する必要があり、必要であれば蒸留水を補充しなければいけなかった。電解液量を電池容器の外側から目視できるのであれば、メンテナンスフリーを謳う電池であっても時々確認すべきである。電解液は極板の上端から10 mm程度上まで入れなければならない。電解液の液面より上に極板が出てしまうと、その部分は乾燥して損傷してしまう。補水には脱イオン水か蒸留水を使わなければならない。
現在のメンテナンスフリー湿式蓄電池では、セルの蓋を容易に取り外すことはできず、再びきちんと閉めることも難しい。
AGM電池では、電解液の全量が極板間のガラス繊維マットに完全に吸収されている。したがって、電解液の量を確認することはできない。AGM電池を無理矢理開けると、大気中の酸素に曝されることで内部の酸素サイクルの化学的釣り合いが直ちに破壊され、電池容量と性能の不可逆的な喪失が起こる。

### 電池容量の温度依存性
電池は温度が下がる程、内部抵抗が高くなる。電気抵抗が増大することで、同じ負荷がかかった時の電圧降下が大きくなり、使用可能な電池容量が減る。−18 °Cでは、通常の電池容量の半分以下しか利用できない。極端な低温では、電池を取り外して、暖い屋内に一晩置くことが推奨される。
冬季はエンジンオイルの粘度が高くなってエンジンの始動により多くの電力を必要とするため、古くなった電池については冬を迎える前には氷点下の気温でエンジンを始動するために十分な容量が残っているかどうか確認すべきである。旧式の電池は、上部の栓を抜いて個々のセルの電解液をサンプリングして、比重計で電解液の比重を調べることができる。
シール形電池の場合は、開回路電圧に基づいて残存容量を見積もることができる。よく充電された電池では、充電が完了した数時間後に12.7 V以上あってしかるべきである。

### 鉛アンチモン蓄電池と鉛カルシウム蓄電池

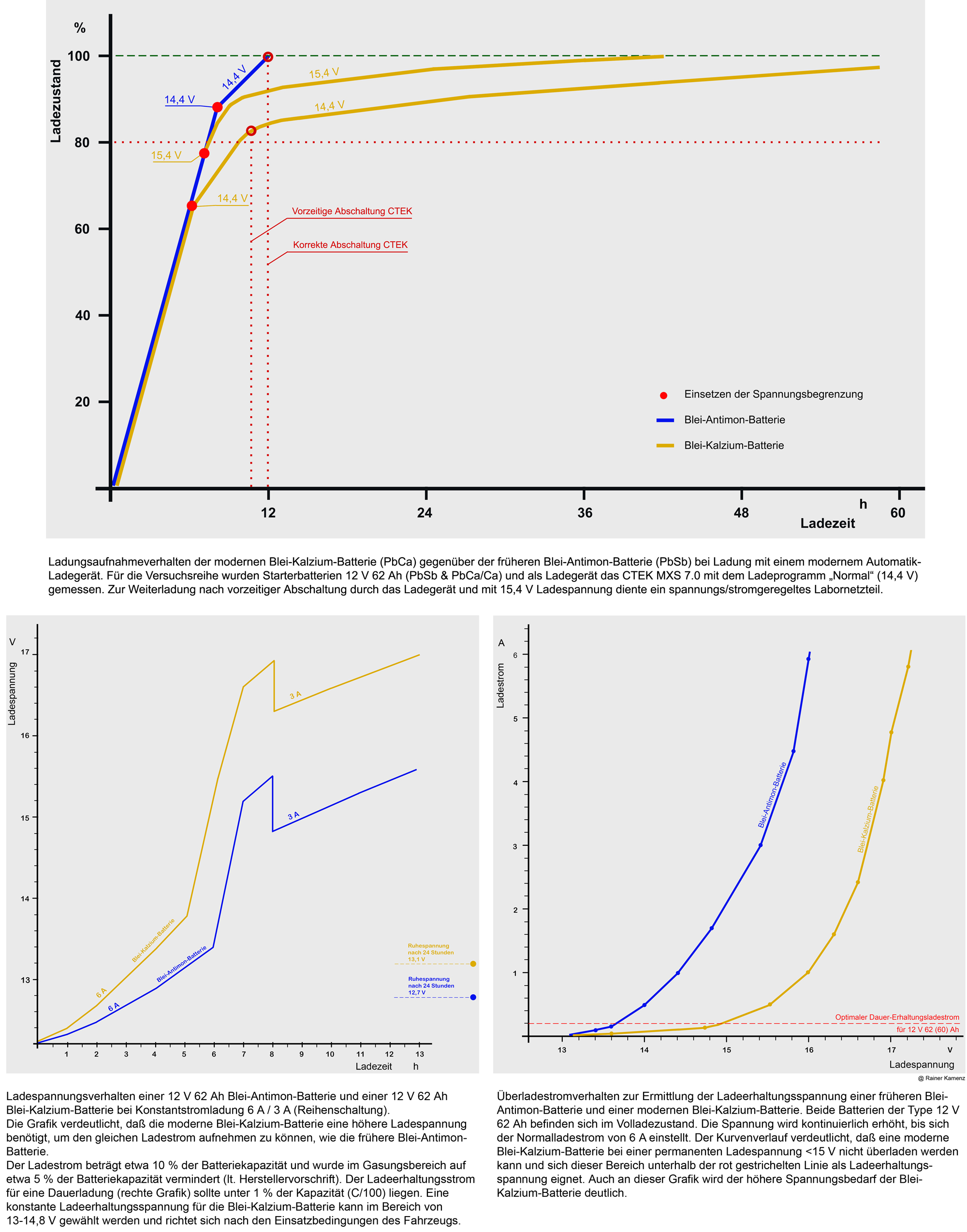
鉛アンチモン蓄電池と鉛カルシウム蓄電池の充電時の挙動の比較。上図: 横軸は時間（単位h）、縦軸は充電率で、青色が鉛アンチモン蓄電池の充電曲線（14.4 V）、黄色が鉛カルシウム蓄電池の充電曲線（15.4および14.4 V）。左下図: 定電流充電（初めは6 A、途中から3 A）での12 V鉛アンチモン蓄電池（容量62 Ah）と12 V鉛カルシウム蓄電池（容量62 Ah）の挙動。図から、鉛カルシウム蓄電池（黄色線）は同じ充電電流を吸収するために、鉛アンチモン蓄電池（青色線）よりも高い電圧を必要とすることが見てとれる。右下図: フロート電圧を決定するための過充電電流の挙動（横軸が電圧〔V〕、縦軸が電流〔A〕）。鉛アンチモン型と鉛カルシウム型は共に12 V、62 Ahで満充電されている。充電電流値が6 A（定格容量の10分の1）に達するまで電圧を上げていく。曲線から、15 V未満の充電電圧では鉛カルシウム蓄電池は過充電できないこと、赤色破線より下の範囲がトリクル充電の電圧として適していることが分かる。また、鉛カルシウム蓄電池のほうが高い充電電圧を必要とすることも分かる。

1996年以降の鉛アンチモン蓄電池から鉛カルシウム蓄電池への切り替えが比較的注目されなかったため、問題点も生じている。自動車メーカーは鉛カルシウム蓄電池がそれまでよりも1 V高い充電電圧を必要とすることに対して限定的にしか対応しておらず、充電器メーカーは2020年現在のところ全く対応していない。
新型車でさえも安全側に倒して、鉛アンチモン蓄電池にとって適切だった従来の14 - 14.2 Vの電圧（充電電圧が14.4 Vを超えると、電極の腐食と水の電気分解が起こる）がおおむね維持されている。この充電電圧は鉛カルシウム蓄電池にとっては低過ぎるため、充電電流は低くなり、それに応じて充電により長時間が必要となる。短距離や稀にしか車に乗らないと、蓄電池が放電してしまい、サルフェーションが起こって、典型的な耐用年数の6年から10年よりも短い2年から6年しか電池が持たなくなる。
これに対応するため、新型車（いわゆる充電制御車）ではバッテリーマネジメントシステム（BMS）が徐々に採用されている。BMSは電池の充電状態を監視し、部分的に放電した電池を14 - 15.4 Vの電圧で充電し、電池が満充電に近い状態の時は車の電気系統に13.6 Vの電圧で電力を供給する。
|                                    | 鉛カルシウム型 | AGM型       | 鉛アンチモン型 |
| ---------------------------------- | -------------- | ----------- | -------------- |
| 完充電時の無負荷電圧（開回路電圧） | 12.7 V         | 12.9 V      | 12.7 V         |
| 自己放電に対するバッファ電圧       | 13 V           | 13 V        | 13 V           |
| トリクル充電                       | 13 – 14.8 V    | 13 – 14.8 V | 13 – 13.6 V    |
| 車が動いている時の作動電圧         | 14.8 – 15.4 V  | 14.8 V      | 14 – 14.4 V    |
| 充電器による充電電圧（閉鎖系）     | 15.4 V         | 14.8 V      | 14.4 V         |
| 充電器による充電電圧（開放系）     | 17 V           | /           | 16 V           |

## 保守、手入れ、検査

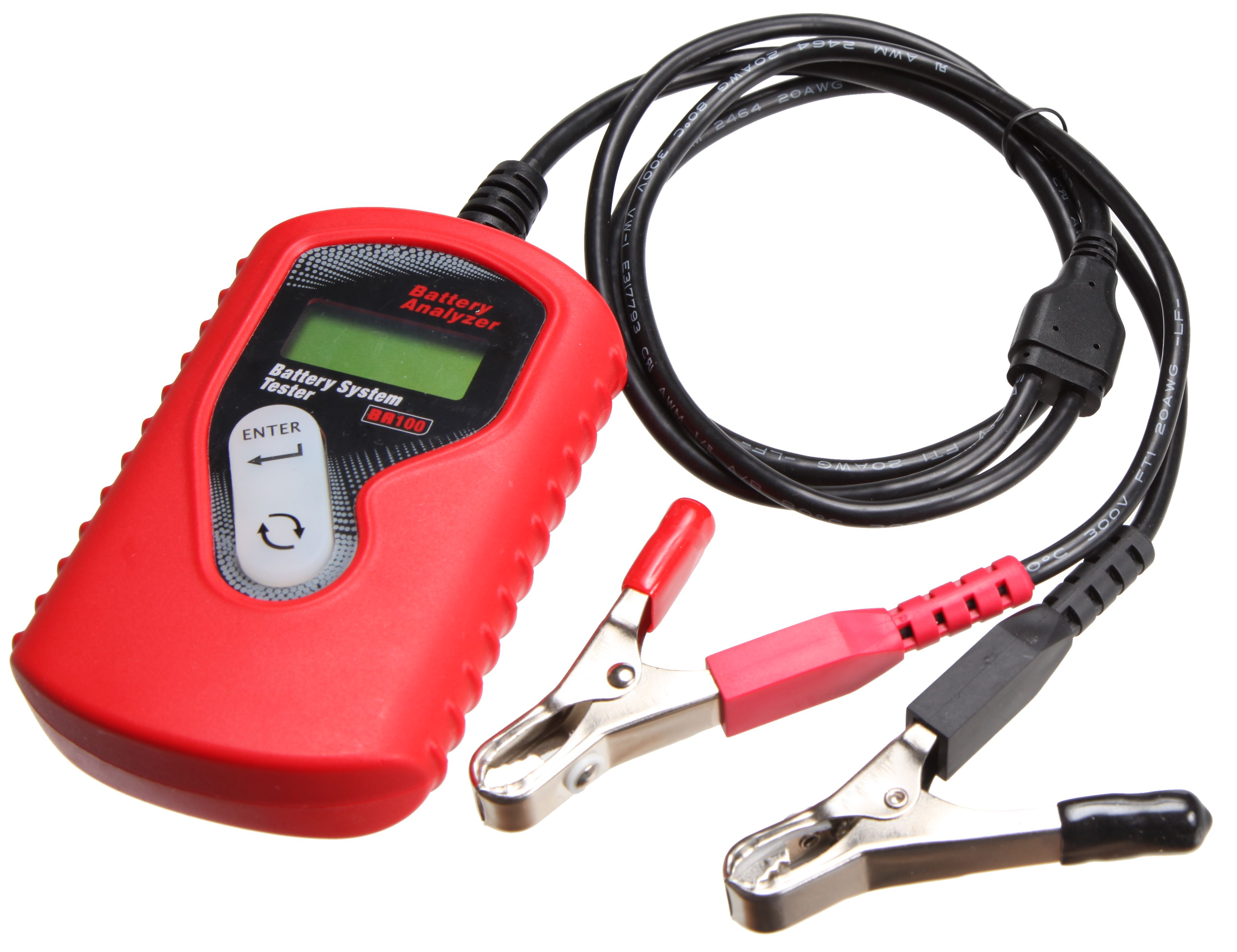
電池の簡易テストのためのバッテリーテスター。単純なテスターは電圧だけを測定しており、種々の条件下での電圧値から、内部抵抗やコールドクランキングアンペア（CCA）を計算して表示している。

正しく使用すれば、現代的な始動用電池は6年から10年の耐用年数の間メンテナンスフリーで使うことができる。これは、充電率90%以上を保って使用することを意味する。充電率が80%まで低下したら速やかに充電すべきで、80%を下回ったら直ちに充電すべきである。
1日の走行距離が50 kmあれば満充電することができる。短距離しか運転しなかったり、月の走行距離が50 km未満の場合、電池の耐用年数を維持するためには補充電を行わなければならない。充電率はオルタネーターの電圧や電力を消費する装備、外気温によっても影響される。エンジンがアイドリングしている時、電池には通常充電は行われていない。したがって、前照灯やシートヒーターは走行中にのみ使用するべきである。停車中に室内灯やラジオを付けたままにすることも電力を消耗する。
メンテナンスフリー鉛蓄電池が充電率50%未満まで放電すると、充電時に有害な電解液の成層化が起こる。つまり、硫酸濃度と密度が高い（> 1.28 g/cm3）電解液が電池の下部に集まり、硫酸濃度と密度が低い（< 1.15 g/cm3）電解液が上部に集まる。電解液の成層化が起きると、充電率あるいは開回路電圧が誤って高く表示され過ぎるだけでなく、充電が不十分になって電池の劣化が早まる。12 V鉛蓄電池の開回路電圧が13.0 Vを超えていたら、間違いなく電解液の成層化が起こっている。
計算上では満充電状態で電圧が12.84 Vの時の硫酸濃度は約39.7%（電解液密度約1.30 g/cm3）であり、放電して電圧が11.4 Vになると硫酸濃度は約6.6%（電解液密度約1.05 g/cm3）まで低下する
| 電解液密度 | 開回路電圧 | 充電状態           |
| ---------- | ---------- | ------------------ |
| 1.28 g/cm3 | 約12.70 V  | 満充電 (100 %)     |
| 1.26 g/cm3 | 約12.60 V  | 正常な充電 (090 %) |
| 1.24 g/cm3 | 約12.50 V  | 充電が弱い (080 %) |
| 1.18 g/cm3 | 約12.20 V  | 正常な放電 (050 %) |
| 1.10 g/cm3 | 約11.80 V  | 深放電 (010 %)     |

### 充電率と開回路電圧
他の電池技術（例: NiCd、NiMH、LiCoO2、LiFePO4など）と比較した時の鉛蓄電池の特徴は、電解液の一部が充電ならびに放電中に電気を供給する化学反応に直接関与していることである。そのため、放電中の硫酸濃度の低下と充電中の増加を避けることができない。
一例として、満充電時に電解液密度が1.28 g/cm3のシール形鉛蓄電池の電解液密度を考える。完全に放電した時、密度は1.1 g/cm3まで落ち、半分充電された時は1.18 g/cm3となる。
液式鉛蓄電池の場合、満充電時の電解液密度は1.24 - 1.28 g/cm3が正常である。これは、この範囲で電気伝導度が最大となり、したがって出力電流が最も高くなるためである。第2世代のAGM電池ではサイクル安定性を向上させるためにわずかに高い1.30 - 1.32 g/cm3の電解液密度が選択された。同時に、この密度範囲で電解液の凝固点が最も低くなる（だいたい−70 °C - −60 °C）。次に、鉛蓄電池の開回路電圧は（温度に依存する）ネルンストの式に従って硫酸濃度から決まる。したがって、電圧を測定することで、硫酸濃度（電解液密度）と充電率を近似的に決定することができる。
今日のメンテナンスフリー電池は電解液をサンプリングして比重を測定することができないため、開回路電圧の測定が充電率を決定する唯一の手段であることが多い。しかしながら、深放電によって劣化した電池の場合は、電解液の成層化が起こって信頼できない（大抵は高過ぎる）電圧値を示すことがある。
電圧と電解液密度の間には「室温において」以下の近似式が成り立つ。
セルの電圧 (V) = 0.84 + 電解液密度（g/cm3）
したがって、6個のセルが直列接続された自動車用12 V鉛蓄電池の場合は、
電圧 (V) = 6 × (0.84 + 電解液密度（g/cm3）)
となる。
電圧の測定は、電池を4時間ほど置いて落ち着いてから行わなければならない。
12.5 Vがだいたい満充電の80%時の電圧であり、劣化を防ぐため電圧が12.5 Vを下回らないようにしなければならない。鉛カルシウム電池では12.2 Vで充電率が約50%、11.5 Vで深放電となる。直ぐに充電すれば、元の電池容量を損わずに済む。

## 環境への影響
自動車用電池のリサイクルによって、新たな電池の製造に使われる資源を減らし、有毒な鉛が埋め立て地に流入しないようにして、不適切な廃棄のリスクを防ぐことができる。鉛酸電池が充電状態を保持できないようになると、使用済み鉛蓄電池（ULAB）と見なされ、バーゼル条約の下で有害廃棄物に分類される。アメリカ合衆国環境保護庁によれば、12ボルト自動車用電池は世界で最もリサイクルされている製品である。米国だけでも、年間およそ1億個の自動車用電池が交換されており、そのうち99%がリサイクルに回っている。しかしながら、規制のない環境で正しくないリサイクルが行われているかもしれない。世界の廃棄物取引の一部として、ULABは先進工業国から発展途上国へ運ばれて分解、再生されている。鉛のおよそ97パーセントは回収できる。ピュアアースは、1200万人を超える第三世界の人々がULAB処理からの鉛汚染によって病気に冒されている、と推計している。